# Ministère du Développement minier écologique
Le ministère du Développement minier écologique ou MPPDME (Ministerio del Poder Popular de Desarrollo Minero Ecológico, en espagnol, littéralement, « ministère du Pouvoir populaire du Développement minier écologique ») est un ministère du gouvernement du Venezuela, créé le 9 juin 2016. L'actuel ministre est William Serantes depuis le 19 août 2021.

## Chronologie
Le 9 juin 2016, le ministère est créé à la suite d'une séparation du département du Développement minier écologique avec celui du Pétrole, selon le décret n°2.350 publié au Journal Officiel n°428.353.

## Liste des ministres du Développement minier écologique
| Image | Nom              | Parti | Début                  | Fin             |
| ----- | ---------------- | ----- | ---------------------- | --------------- |
|       | William Serantes |       | Depuis le 19 août 2021 |                 |
|       | Magaly Henríquez |       | 4 septembre 2020       | août 2021       |
|       | Gilberto Pinto   |       | 12 août 2019           | ?               |
|       | Víctor Cano      |       | 4 août 2017            | 12 août 2019    |
|       | Jorge Arreaza    |       | 20 février 2017,       | 2 août 2017     |
|       | Roberto Mirabal  |       | 9 juin 2016 -          | 19 février 2017 |